# Київське (Казахстан)
Ки́ївське (каз. Киевское) — село у складі Жаксинського району Акмолинської області Казахстану. Адміністративний центр та єдиний населений пункт Київського сільського округу.
Населення — 629 осіб (2021; 734 у 2009, 974 у 1999, 1055 у 1989).
Національний склад станом на 1989 рік:
- українці — 39 %;
- росіяни — 30 %.

У радянські часи село називалось також Київський.

## Пам'ятки
У селі діє музей трудової слави ім. Василя Рагузова. Василь Рагузов — комсомолець, студент Львівського політехнічного інституту приїхав до Київського у березні 1954 року на освоєння цілинних земель. У травні 1957 року колона вантажівок, в якій їхав Рагузов, потрапила в сильний буран і зупинилась. Він пішов пішки по допомогу, але заблукав у степу і замерз.